# Тайриш (станция метро)
«Тайриш» — станция Тегеранского метрополитена. Конечная станция на Линии 1 и самая северная в метро Тегерана.
Станция расположена в районе Тайриш на площади Кодс, на пересечении улиц Шариати и Шардари.
Средняя глубина станции «Тайриш» составляет 51 метр от уровня земли, а максимальная достигает 70 метров, что делает её самой глубокой станцией Тегеранского метрополитена. Площадь станции равна 150 000 м2; она оборудована 16 эскалаторами и 8 лифтами.
Станция была открыта 19 февраля 2012 года.